# イダ・ルビンシュタイン

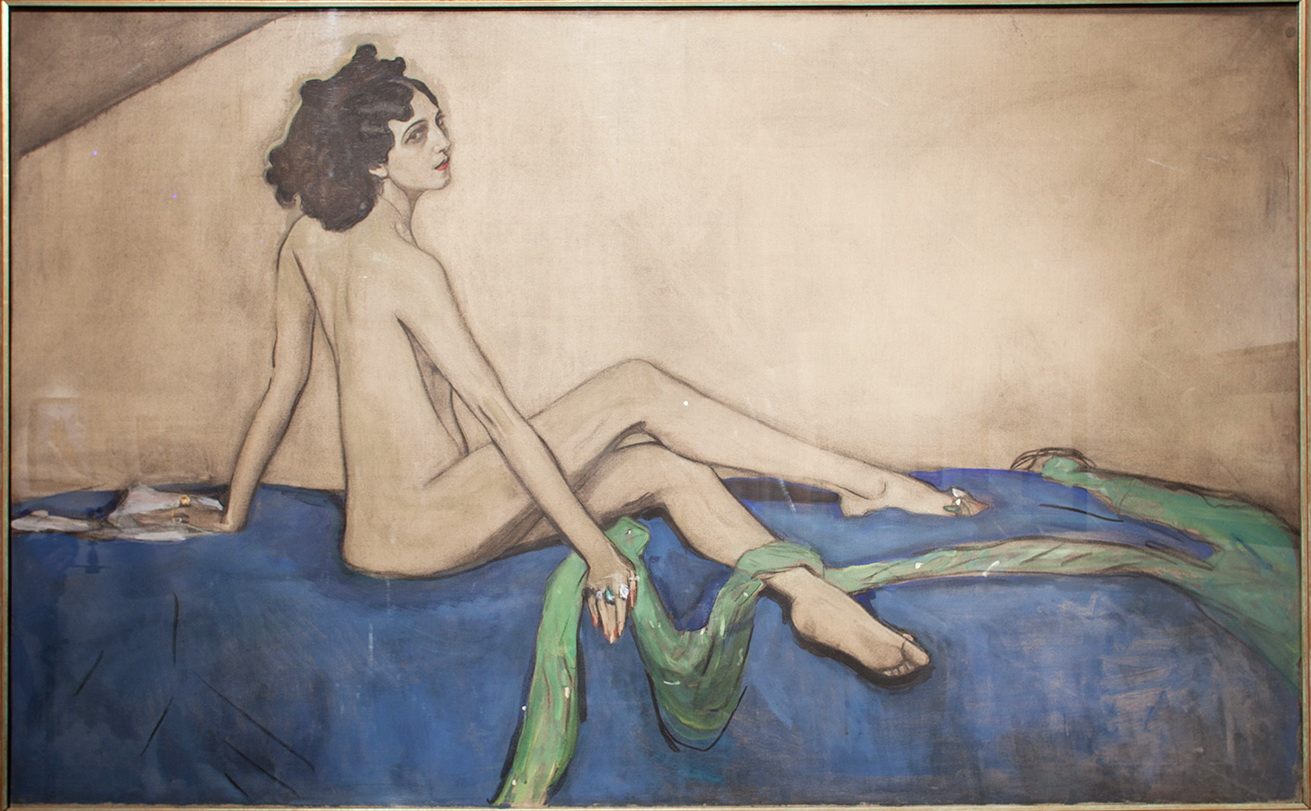
ヴァレンティン・セロフ作『イダ・ルビンシュタインの肖像』1910年

イダ・リヴォヴナ・ルビンシュタイン（ルビンシュテイン、またはルビンシテイン。露: И́да Льво́вна Рубинште́йн, 仏:  Ida Lvovna Rubinstein 、1885年10月5日-1960年9月20日）はロシア出身のフランスのバレリーナ、役者。あまりに晩学だったためバレリーナとしては一流と見なされておらず、強いロシア語なまりのために役者としても中途半端であったが、舞台上での存在感や演技力は際立っており、エキゾチックで両性具有的な容姿に多くの人々が魅了された。ベルエポックの美意識を象徴する美女として、また、当時の芸術家たちのパトロンとして知られており、ラヴェル作曲の『ボレロ』など、いくつかの作品が彼女の委嘱によって生み出された。

## 経歴

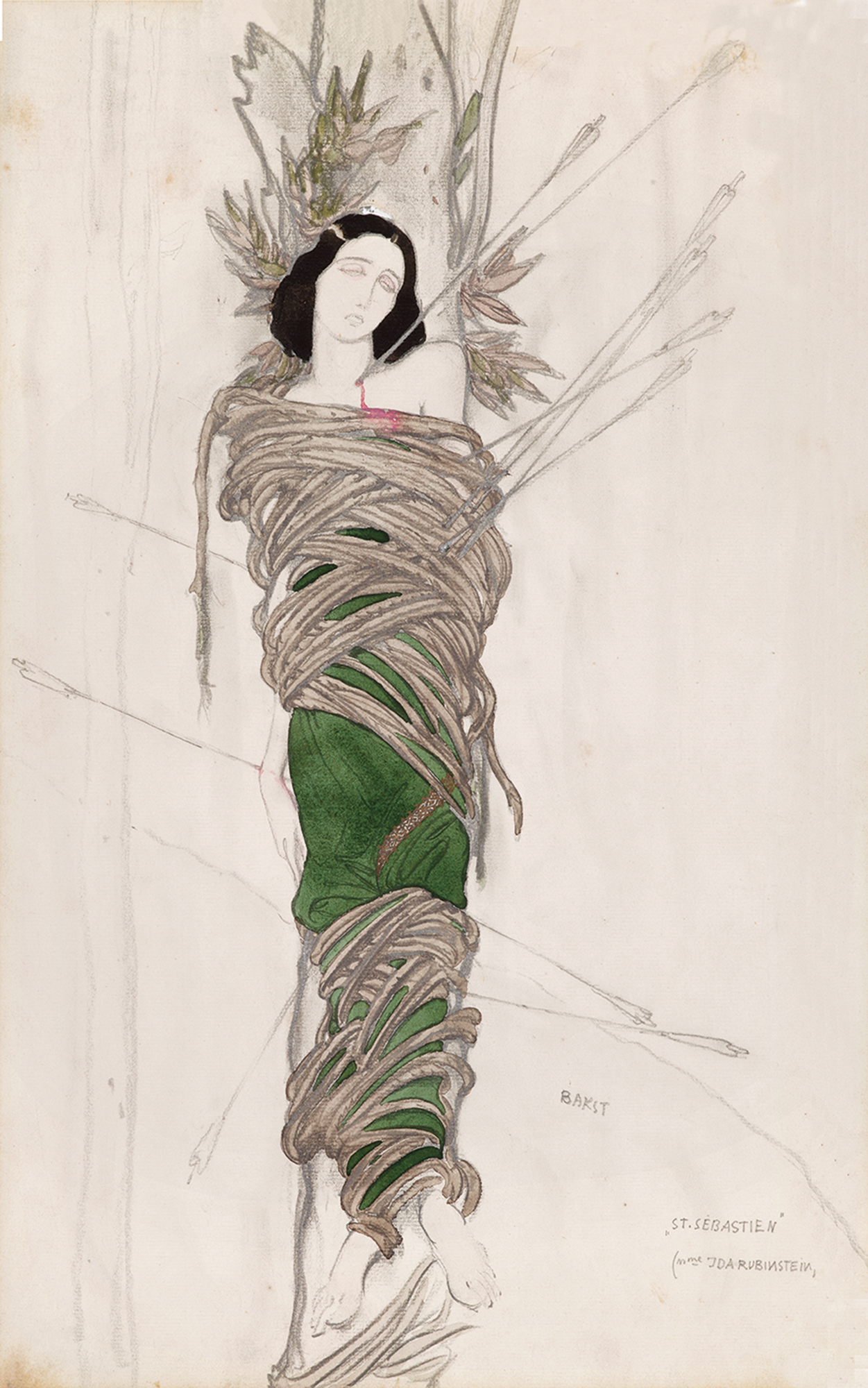
イダ演じる『聖セバスティアンの殉教』のためにバクストがデザインした衣裳

裕福なユダヤ人の家庭に生まれ、早い時期に孤児となる。20歳を過ぎてからミハイル・フォーキンに師事するまで、ロシアバレエの伝統から言えばイダは正式な訓練をほとんど受けなかった。
1908年、ペテルブルクにおいてオスカー・ワイルドの『サロメ』をパントマイム形式で独演してデビュー。「7つのヴェールの踊り」では一糸まとわぬ姿となり物議を醸した。
『サロメ』において振付を担当したフォーキンおよび美術を担当したレオン・バクストの推薦により、パリにおけるバレエ・リュス（ロシア・バレエ団）の公演に参加。同団の旗揚げと見なされる1909年のシャトレ座公演でのバレエ『クレオパトラ』にて主役クレオパトラ、翌1910年、パリ・オペラ座公演でのバレエ『シェヘラザード』にてスルタンの寵妃ゾベイダを演じた。いずれも振付はフォーキン、美術と衣裳はバクストが担当した。
これら2作品におけるイダの役どころは踊りがほとんどないパントマイムに近いものであったが、観客に強烈な印象を与え、ジャン・コクトーやマルセル・プルーストを始め、多くの人々が彼女の美を讃えた。
1911年にバレエ・リュスを離れ、自主公演を行うようになった。同年、シャトレ座において上演した『聖セバスティアンの殉教』は、イタリアの詩人ダンヌンツィオが彼女のために書き下ろした作品であり、音楽はクロード・ドビュッシー、美術はバクストが担当した。この作品は、洗練されたモダニズムによって称賛されると同時にスキャンダルともなった。ユダヤ人女性が聖セバスチャン（セバスティアヌス）を演じたことがパリの大司教の逆鱗に触れたからである。大司教は全てのカトリック信徒に向けて、この作品を観に行ってはならないとお触れを出した。
その後、振付のブロニスラヴァ・ニジンスカ、舞台美術のアレクサンドル・ブノワら、多くのバレエ・リュスの関係者を引き抜いて独自のバレエ・カンパニーを結成し、1928年11月にパリ・オペラ座で旗揚げ公演を行った。この公演では彼女の依頼によって生まれたイーゴリ・ストラヴィンスキーの『妖精の接吻』、モーリス・ラヴェルの『ボレロ』などが初演された。イダは豊富な資金力にものを言わせてオペラ座を満席にしてバレエ・リュスに脅威を与えた。
彼女のカンパニーはしばしば無料のバレエ上演会を開催し、第二次世界大戦が勃発する1939年まで断続的に活動を続けたが、その後彼女は舞台から遠ざかり、1960年にヴァンスにおいてひっそりと亡くなった。
イダは芸術家のパトロンとしても重きを成し、彼女のダンサーとしての技術的弱さに応じた、踊りと演劇と劇作法が綯い交ぜになった作品を芸術家たちに発注した。こうして生まれた舞台作品には、ジャック・イベール作曲によるバレエ『ポワチエのディアナ』、アルテュール・オネゲル作曲によるバレエ『アンフィオン』、ポール・クローデルの台本とオネゲルの音楽による劇的オラトリオ『火刑台上のジャンヌ・ダルク』などがある。

## 美術における描写
イダは美術の世界でも称賛された。バレエ･リュスでの『クレオパトラ』のフィナーレに霊感を得たキース・ヴァン・ドンゲンは、『1909年シーズンのロシア・オペラの思い出』を描いた。
ヴァレンティン・セローフ描くところのイダの肖像（1910年作）は、円熟の境地を存分に示している。彼女はアールデコの彫刻家のデメートル・シパリュスによる小立像やアントニオ・デ・ラ・ガンダラによる肖像画のモデルとなった。
両性愛者だったイダは、1911年から3年間にわたって画家ロメイン・ブルックスと恋愛関係を持った。ブルックスもまた、イダをモデルにして印象的な肖像画を描いた。ヴィーナス（『悲しめるウェヌス/La Venus triste』）他、イダをモデルに数点の絵画を残している。

### 肖像
- キース・ヴァン・ドンゲン画『1909年シーズンのロシアオペラの思い出』1909年
- abcgallery.comよりヴァレンティン・セロフ画『イダ・ルビンシュタインの肖像』1910年
- jssgallery.orgよりアントニオ・デ・ラ・ガンダラ画『イダ・ルビンシュタイン』1913年
- ロメイン・ブルックスによる肖像
  - 『悲しきヴィーナス』
  - 『イダ・ルビンシュタイン』1917年
- theatre.msu.eduよりイダ・ルビンシュタインの肖像写真(1)
- theatre.msu.eduよりイダ・ルビンシュタインの肖像写真(2)